# Македонски парламентарни избори 2008.
Ванредни парламентарни избори у Северној Македонији (мак. Предвремените парламентарни избори во Северна Македонија) су одржани 1. јуна 2008. године. Ови избори се одржани пошто је Собрање Северне Македоније (мак. Собрание на Северна Македонија) изгласало своје распуштање око 2 сата после поноћи 12. априла 2008. године.. Пре гласања о распуштању парламента претходила је дводневна расправа. Ванредне изборе је предложила албанска партија Демократска унија за интеграцију (мкд. Демократска Унија за Интеграција) пошто је Грчка ставила вето на прикључење Северне Македоније НАТОу, на самиту у Букурешту, због спора око имена Северне Македоније. Захтев за ванредне изборе је подржала владајућа коалиција странака: ВМРО-ДПМНЕ и Демократске партије Албанаца (мкд. Демократска Партија на Албанците); опозициони Социјалдемократски савез Македоније (мкд. Социјалдемократски Сојуз на Македонија) и Либерално-демократска партија су бојкотовале гласање и напустиле заседање. Ове опозиционе партије су желеле да одгоде изборе за јесен, а постоје тврдње да је у току гласања владајућа коалиција више пута прекршила законске прописе и пословник о раду парламента. Пошто су ове две опозиционе партије напустиле гласање свих 70 присутних посланика (од укупно 120) гласало за ванредне изборе Од издвајања Македоније из СФРЈ, пре ових, никада нису одржани ванредни парламентарни избори.
Две највеће партије ВМРО-ДПМНЕ и СДСМ основале су своје коалиције за ове изборе. ВМРО-ДПМНЕ је основала коалицију под називом „За бољу Македонију“ (мкд. За подобра Македонија). У коалицији се налази 18 мањих партија, међу којима и Демократски савез, Социјалистичка партија Македоније, Демократска обнова Македоније и Странка права. СДСМ је основала коалицију од 8 странака „Сунце – Коалиција за Европу“ (мкд. Сонце коалиција за Европа). У коалицији се између осталих налази Нова социјалдемократска партија.

## Правила
Избори су одржани по пропорцијалном моделу у шест изборних јединица. Право гласа имло је 1.779.116 грађана. Дан пред гласање уведена је изборна тишина, а бирачка места су 1. јуна била отворена од 7.00 до 19.00. Државна изборна комисија је била дужна да прелиминарне резултате објави у року од 12 сати од затварања бирачких места, а коначне након 24 часа. Пред изборе је најављено да ће их посматрати 270 представника Канцеларије ОЕБС за демократске институције и људска права и 3.500 представника грађанског удружења „МОСТ“.

## Процене резултата
Према анкети спроведеној 11. и 15. априла 2008. у којој је учествовало 1.108 грађана, ВМРО-ДПМНЕ има рејтинг од 29%, потом следи СДСМ са 11% и ДУИ са 10%.. Према анкети од 24. и 25. априла 2008. ВМРО-ДПМНЕ има рејтинг од 26%, СДСМ 12%, ДУИ 11% и ДПА 7%
Према анкети која је касније спроведена коалиција око ВМРО-ДПМНЕ има 37% гласова док коалиција око СДСМ-а има 18% гласова. После њих следе ДУИ са 11% и ДПА са 6%.

## Предизборна кампања
СДСМ је оптужио владу да користи министарства да да би се рекламирала у политичкој кампањи.. ДУИ је изјавила да је ДПА подржана од министарства унутрашњих послова Македоније

## Резултати избора
На изборе је изашло 1.031.632 грађана или 57,99% уписаних бирача. Од укупног броја гласова било је 1.000.976 важећих гласова и 30.656 неважећих гласачких листића. Остало је неупотребљено је 721.477 гласачких листића.
Одмах после првих прелиминарних резултата било је видљиво да је коалиција „За бољу Македонију“ (мкд. За подобра Македонија) добила апсолутну већину у парламенту. Према прелиминарним резултатима ова коалиција је добила 64, од укупно 120 посланичких места колико се налази у Собрању Северне Македоније. Ова коалиција је, према прелиминарним резултатима од 16:28 часова, 3. јуна 2008. године, добила 482.842 гласова што износи 48,24% од укупног броја важећих гласачких листића. После ове коалиције следи коалиција „Сунце – Коалиција за Европу“ (мкд. Сонце коалиција за Европа) која би требало да има 28 посланичких места у собрању. Према прелиминарним резултатима ова коалиција је освојила 233.371 гласова, што износи 23,31% од укупног броја важећих гласачких листића.
Вођа ВМРО-ДПМНЕ-а и коалиције „За бољу Македонију“ и тренутни премијер Македоније, Никола Груевски, објавио је победу рекавши да је ово први пут у историји Северне Македоније да је једна партија или коалиција освојила оволико места у Македонском собрању, што показује да је Влада Македоније радила веома тешко претходних 20 месеци и да су то грађани наградили.
Вођа коалиције око СДСМа, Радмила Шекеринска, прихватила је пораз и изјавила да она прихвата одговорност за пораз. Она је такође подсетила да је резултат избора био око 2:1 у корист коалиције око ВМРО-ДПМНЕ-а, а не 3:1 колики је био рејтинг партија пре расписивања избора.
Партија за демократски просперитет је после избора, 3. јуна 2008. године изјавила да ће се ујединити са ДПА.
| Странке и коалиције                   | Странке и коалиције                                         | Гласови   | %      | Посланика |
| ------------------------------------- | ----------------------------------------------------------- | --------- | ------ | --------- |
| За бољу Македонију                    | ВМРО-ДПМНЕ                                                  | 482.842   | 48,24% |           |
| За бољу Македонију                    | Социјалистичка партија Македоније                           | 482.842   | 48,24% |           |
| За бољу Македонију                    | Демократски савез                                           | 482.842   | 48,24% |           |
| За бољу Македонију                    | Демократска обнова Македоније                               | 482.842   | 48,24% |           |
| За бољу Македонију                    | Демократска странка Турака Македоније                       | 482.842   | 48,24% |           |
| За бољу Македонију                    | Демократска странка Срба у Македонији                       | 482.842   | 48,24% |           |
| За бољу Македонију                    | Савез македонских Рома                                      | 482.842   | 48,24% |           |
| За бољу Македонију                    | Унутрашња македонска револуцианорна организација-Македонска | 482.842   | 48,24% |           |
| За бољу Македонију                    | Уједињена странка за еманципацију                           | 482.842   | 48,24% |           |
| За бољу Македонију                    | Странка за правду                                           | 482.842   | 48,24% |           |
| За бољу Македонију                    | Странка демократске акције у Македонији                     | 482.842   | 48,24% |           |
| За бољу Македонију                    | Странка Влаха у Македонији                                  | 482.842   | 48,24% |           |
| За бољу Македонију                    | Странка за интеграцију Рома                                 | 482.842   | 48,24% |           |
| За бољу Македонију                    | Народни покрет Македоније                                   | 482.842   | 48,24% |           |
| За бољу Македонију                    | Бошњачка демократска странка                                | 482.842   | 48,24% |           |
| За бољу Македонију                    | Странка зелених                                             | 482.842   | 48,24% |           |
| За бољу Македонију                    | Демократска унија рома                                      | 482.842   | 48,24% |           |
| За бољу Македонију                    | Радничка земљорадничка странка Северне Македоније           | 482.842   | 48,24% |           |
| За бољу Македонију                    | Партија за потпуну еманципацију Рома                        | 482.842   | 48,24% |           |
| Сунце – Коалиција за Европу           | СДСМ                                                        | 233.371   | 23,31  |           |
| Сунце – Коалиција за Европу           | Нова социјалдемократска странка                             | 233.371   | 23,31  |           |
| Сунце – Коалиција за Европу           | Либерално-демократска партија                               | 233.371   | 23,31  |           |
| Сунце – Коалиција за Европу           | Либерална странка Македоније                                | 233.371   | 23,31  |           |
| Сунце – Коалиција за Европу           | Нова алтернатива                                            | 233.371   | 23,31  |           |
| Сунце – Коалиција за Европу           | Зелена странка Македоније                                   | 233.371   | 23,31  |           |
| Сунце – Коалиција за Европу           | Странка пензионера Северне Македоније                       | 233.371   | 23,31  |           |
| Сунце – Коалиција за Европу           | Демократска странка Влаха у Македонији                      | 233.371   | 23,31  |           |
| ДУИ                                   | ДУИ                                                         | 111.407   | 11,13  |           |
| ДПА                                   | ДПА                                                         | 105.293   | 10,52  |           |
| Странка за европску будућност         | Странка за европску будућност                               | 14.502    | 1.45   |           |
| Странка за демократски просперитет    | Странка за демократски просперитет                          | 11.169    | 1,12   |           |
| Демократска унија Албанаца            | Демократска унија Албанаца                                  | 7.193     | 0,72   |           |
| Социјалдемократска странка Македоније | Социјалдемократска странка Македоније                       | 6.425     | 0,64   |           |
| Странка слободних демократа           | Странка слободних демократа                                 | 4.424     | 0,44   |           |
| ТМОРО – ВЕП                           | ТМОРО – ВЕП                                                 | 4.322     | 0,42   |           |
| Радикална странка Срба у Македонији   | Радикална странка Срба у Македонији                         | 4.313     | 0,42   |           |
| Савез Титових левих снага             | Савез Титових левих снага                                   | 3.937     | 0,38   |           |
| Покрет за национално јединство Турака | Покрет за национално јединство Турака                       | 3.749     | 0,37   |           |
| Национална демократска унија          | Национална демократска унија                                | 3.213     | 0,31   |           |
| Група грађана ПМ                      | Група грађана ПМ                                            | 2.745     | 0,27   |           |
| ВМРО–ДП                               | ВМРО–ДП                                                     | 2.353     | 0,24   |           |
| ТМРО                                  | ТМРО                                                        | 1.872     | 0,18   |           |
| Група грађана ПГ                      | Група грађана ПГ                                            | 464       | 0,05   |           |
| Укупно изашлих 57,99%                 | Укупно изашлих 57,99%                                       | 1.031.632 | 100.0  | 120       |
| Извор: Државна изворна комисија       |                                                             |           |        |           |